# Pacto de Génova
El pacto de Génova fue una alianza política y militar firmada en 1705 entre Inglaterra y un grupo de propietarios y nobles catalanes austracistas (denominados vigatans) autoerigidos en representantes del Principado de Cataluña en el marco de la guerra de sucesión española. Según los términos del acuerdo, Inglaterra desembarcaría tropas en Cataluña, que, unidas a las fuerzas catalanas, lucharían en favor del pretendiente al trono español Carlos de Austria contra los ejércitos de Felipe V, comprometiéndose asimismo a mantener las leyes e instituciones propias catalanas.

## Antecedentes
El virrey de Cataluña, Francisco Antonio Fernández de Velasco y Tovar, desencadenó una oleada represiva contra el austracismo tras el fracaso del desembarco de Barcelona de finales de mayo de 1704. De unos documentos encontrados al austracista Josep Duran -que había sido uno de los enlaces del príncipe de Darmstadt que había dirigido el desembarco- que era la Conferencia de los Tres Comunes, «la oficina donde se formó la conspiración antecedente» y señalaba al brazo militar de Cataluña como «la parte más poderosa y dominante» de aquella. Procedió entonces a encarcelar a muchos sospechosos, la mayoría de ellos miembros de la Conferencia de los Tres Comunes, entre los cuales se encontraban uno de los líderes del austracismo catalán, Narcís Feliu de la Penya, el jefe de los vigatans Jaume Puig de Perafita y miembros de las principales familias de la nobleza catalana, lo que hizo que muchos indecisos se decantaran ya claramente a favor del Archiduque Carlos, incrementándose así los miembros del "partido austracista", todo lo contrario de lo que pretendía el virrey. No pudo detener a una parte de los conjurados porque habían embarcado con Darmstadt rumbo a Lisboa -participando en la toma de Gibraltar-, donde se reunieron con el Archiduque. Velasco también ordenó requisar las estampas, efigies, cuadros e imágenes de Jorge de Darmstadt. La espiral represiva continuó al año siguiente, durante el cual fueron detenidos jueces de la Audiencia de Cataluña y miembros del Consejo de Ciento, así como el obispo de Barcelona Benet Sala Caramany. Finalmente el virrey Velasco ordenó la supresión de la Conferencia de los Tres Comunes.

## El proceso que conduce a la firma del pacto
En marzo de 1705, en plena Guerra de Sucesión Española, la reina Ana de Inglaterra nombró como comisionado suyo a Mitford Crowe, un comerciante de aguardiente afincado en el Principado de Cataluña, «para contratar una alianza entre nosotros y el mencionado Principado o cualquier otra provincia de España» y le dio instrucciones para que negociara con algún representante de las instituciones catalanas «habiendo sido informada de que la gente de Cataluña se sentía inclinada a liberarse del yugo que Francia le ha impuesto y sustraerse al poder del duque de Anjou para volver a la obediencia de la Casa de Austria». Crowe había informado a los miembros de la Gran Alianza antiborbónica, en la que estaba integrada Inglaterra, que «los catalanes eran un pueblo independiente que vivía bajo sus propias leyes y privilegios, que desearía apoyar a un rey que se comprometiera a restaurar sus antiguos derechos».
Sin embargo Crowe no pudo entrevistarse con ningún representante de las instituciones catalanas a causa de que el virrey felipista Velasco, nombrado por Felipe V en enero de 1704, continuaba con su campaña represiva contra los austracistas catalanes, implicados o no en la conspiración fracasada del año anterior. Así Crowe se puso en contacto con el grupo de los vigatans, para que firmaran la alianza anglocatalana en nombre del Principado. Este grupo de propietarios y nobles de la Plana de Vich era el primer núcleo austracista surgido en Cataluña dispuesto a tomar las armas en contra de Felipe V y en la primavera de 1705 se había apoderado de la Plana de Vich -mientras en el Campo de Tarragona había surgido un segundo foco austracista encabezado por la familia Nebot de Riudoms-.
La iniciativa de Crowe dio lugar a que los vigatans se reunieran el 17 de mayo de 1705 en la capilla de San Sebastián de la parroquia de Santa Eulalia de Riuprimer de Vich donde acordaron otorgar plenos poderes al joven noble Antonio Peguera (Antoni de Peguera i d'Aimeric) y al abogado Domingo Perera (Domènec Perera) para que firmaran el tratado con Inglaterra en nombre de los catalanes. El documento de poderes decía:

Poderes y comisión de ocho sujetos del llano de Vich a 17 de mayo de 1705 dado a don Antonio Peguera y doctor Domingo Perera para tratar con Mitford Crowe, enviado de la reina de Inglaterra en Génova, o con cualquier otro que tuviere poder.

Nosotros, los bajo firmados, damos y otorgamos amplio poder y facultad al noble don Antonio Peguera y Aimeric y al doctor en ambos derechos Domingo Perera para que en nuestro nombre firmen, prometan y aseguren bajo nuestra palabra de honor, nuestras personas y bienes, los tratados o tratado que según sus poderes el ilustre Sr. Mitford Crowe, enviado de Su Majestad la Reina de Inglaterra en Génova, tuviere poder y facultad para firmar, prometer y asegurar por los motivos, causas y razones que según nuestro consentimiento y beneplácito tienen los dichos señores de palabra dándoles entera fe y crédito a los dos juntos o a uno solo que se hallare en Génova u otro cualquier otro lugar donde se hallare el dicho ilustre Señor Mitford Crowe, y otro cualquier ministro de su Majestad la Reina de Inglaterra. Lo que firmamos y prometemos de buena fe estando por el dicho efecto juntos en la parroquia de Santa Eulalia del obispado y veguería de la ciudad de Vich, a 17 de mayo de 1705
Citado por Francisco de Castellví, Narraciones Históricas desde el año 1700 hasta el año 1725.

El pacto fue rubricado en Génova el 20 de junio de 1705 por Peguera y Parera, en nombre del Principado de Cataluña, y por Crowe como comisionado de la reina de Inglaterra.

## El tratado
El acuerdo, ajustado en Génova el 20 de junio de 1705 por Mitford Crowe, en nombre de la reina Ana de Inglaterra, y por Antonio Peguera y Aymerich y Domingo Perera, incluía los términos siguientes:
- Inglaterra se comprometía a hacer desembarcar en la costa española 8.000 soldados de infantería y 2.000 de caballería de las fuerzas de la Gran Alianza. Asimismo entregaría 12.000 fusiles con su correspondiente munición para armar a las fuerzas catalanas.
- Cataluña armaría 6.000 hombres, subsidiados por Inglaterra, que deberían unirse a las fuerzas aliadas, a las que también proporcionaría alojamiento y provisiones a su propia costa.
- Cataluña reconocería a Carlos de Austria como legítimo rey de España.
- El nuevo rey debería jurar y mantener las leyes catalanas.
- El tratado debería mantenerse en secreto hasta la toma de Barcelona.

En el texto del tratado se puede apreciar el ideario del austracismo catalán -y en general del resto de regiones de la Corona de Aragón- que estaba basado en la defensa del modelo pactista y "constitucionalista" de las relaciones entre el soberano y sus súbditos, que anteponía la fidelidad a la "patria" -la defensa de las «libertades, leyes y derechos de la patria»- a la fidelidad al rey si este violaba las leyes e instituciones propias que la caracterizaban y definían. Así en el tratado se alude 17 veces a las Constituciones catalanas y a su defensa, lo que contrasta con la política represiva de los virreyes nombrados por Felipe V -que por otro lado se quejaban de «lo que estrechan sus Constituciones», refiriéndose al poder efectivo que tenían en el Principado-.